# گیوی نودیا
گیوی نودیا (گرجی: გივი ნოდია؛ ۲ ژانویهٔ ۱۹۴۸ – ۷ آوریل ۲۰۰۵) بازیکن و مربی فوتبال گرجی‌تبار اهل اتحاد جماهیر شوروی سوسیالیستی بود.
از باشگاه‌هایی که در آن بازی کرده‌است می‌توان به باشگاه فوتبال دینامو تفلیس و باشگاه فوتبال لوکوموتیو مسکو اشاره کرد.
وی همچنین در تیم ملی فوتبال شوروی بازی کرده‌است.